# Raukasavon
Raukasavon är en sjö i Arjeplogs kommun i Lappland och ingår i Piteälvens huvudavrinningsområde. Sjön har en area på 0,491 kvadratkilometer och ligger 466,8 meter över havet. Raukasavon ligger i Piteälven Natura 2000-område. Sjön avvattnas av vattendraget Piteälven.

## Delavrinningsområde
Raukasavon ingår i det delavrinningsområde (740571-156267) som SMHI kallar för Inloppet i Kåtaselet. Medelhöjden är 651 meter över havet och ytan är 12,67 kvadratkilometer. Räknas de 92 avrinningsområdena uppströms in blir den ackumulerade arean 1 563,56 kvadratkilometer. Avrinningsområdets utflöde Piteälven mynnar i havet. Avrinningsområdet består mestadels av skog (60 procent) och kalfjäll (33 procent). Avrinningsområdet har 0,73 kvadratkilometer vattenytor vilket ger det en sjöprocent på 5,7 procent.